# Glavoč zlatac
Glavoč zlatac (lat. Gobius auratus) riba je iz porodice glavoča. Dugo su vođene rasprave oko imena ove ribe, odnosno oko toga da li postoje dvije vrste koje su slične, a ne i iste. Još i danas postoje određene rasprave oko ovog imena. Naime, u povijesti, dugo vremena je glavoč žutac (lat. gobius xanthocephalus) također nosio isto ime, zatim je Juraj Kolombatović ustvrdio da postoje dvije vrste, pa je ovu vrstu nazvao gobius luteus, da bi u novijim radovima glavoč zlatac ipak dobio latinski naziv auratus-tj. zlatni. Zlatac je potpuno žut, sa zlatnim odsjajem, bez tamnijih mrlja ili dijelova, tijelo mu je prekriveno malim ljuskama, glava i vrat nisu. Naraste po jednim izvorima najmanje 7 cm, a po drugim do 10 cm. Živi na dubinama 15-80 m, na kamenitom i travnatom terenu. 
Napomena:
Još uvijek postoji neslaganje i rasprava o mogućnosti postojanja zasebne vrste Gobius luteus, kao treće zasebne vrste.

## Rasprostranjenost
Glavoč zlatac živi u Mediteranu, te u Atlantiku oko Španjolske, te otoka Madeire i Kanara.

## Vanjske poveznice
|  | Zajednički poslužitelj ima stranicu o temi Gobius auratus    |
|  | Zajednički poslužitelj ima još gradiva o temi Gobius auratus |
|  | Wikivrste imaju podatke o taksonu Gobius auratus             |